# William McCool
William Cameron Willie McCool (23 de septiembre de 1961 - 1 de febrero de 2003) fue un astronauta estadounidense de la NASA, y comandante de la USN (Marina de los Estados Unidos).

## Biografía
Nacido en San Diego (California), McCool fue piloto de la misión STS-107 del Transbordador Espacial Columbia.
McCool murió en la tragedia del Columbia el 1 de febrero de 2003 sobre el sur de los Estados Unidos 16 minutos antes del aterrizaje, dejando esposa y tres hijos.

## Educación
Willie McCool se graduó de la Preparatoria Coronado en Lubbock (Texas) en 1979; en 1983 obtuvo una licenciatura en ciencias aplicadas de la Academia Naval de los Estados Unidos, un máster en ciencias de la computación de la Universidad de Maryland, y en 1992 un máster en ciencias en ingeniería aeronáutica de la Escuela Naval de Postgrado.

## Organizaciones
Asociación de Alumnos de la Academia Naval de los Estados Unidos.

## Honores especiales
Eagle Scout; segundo graduado de un total de 1083 en la Clase de 1983 en la Academia Naval de los Estados Unidos; recibió premios por "Estudiante Sobresaliente" y "Mejor Tesis DT-II" como graduado de la Clase 101 de la Escuela de Pilotos de Prueba de la Marina de los Estados Unidos; recibió 2 Medallas de Recomendación de la Marina, 2 Medallas de Logro de la Marina, y varios reconocimientos más por su servicio.

## Experiencia

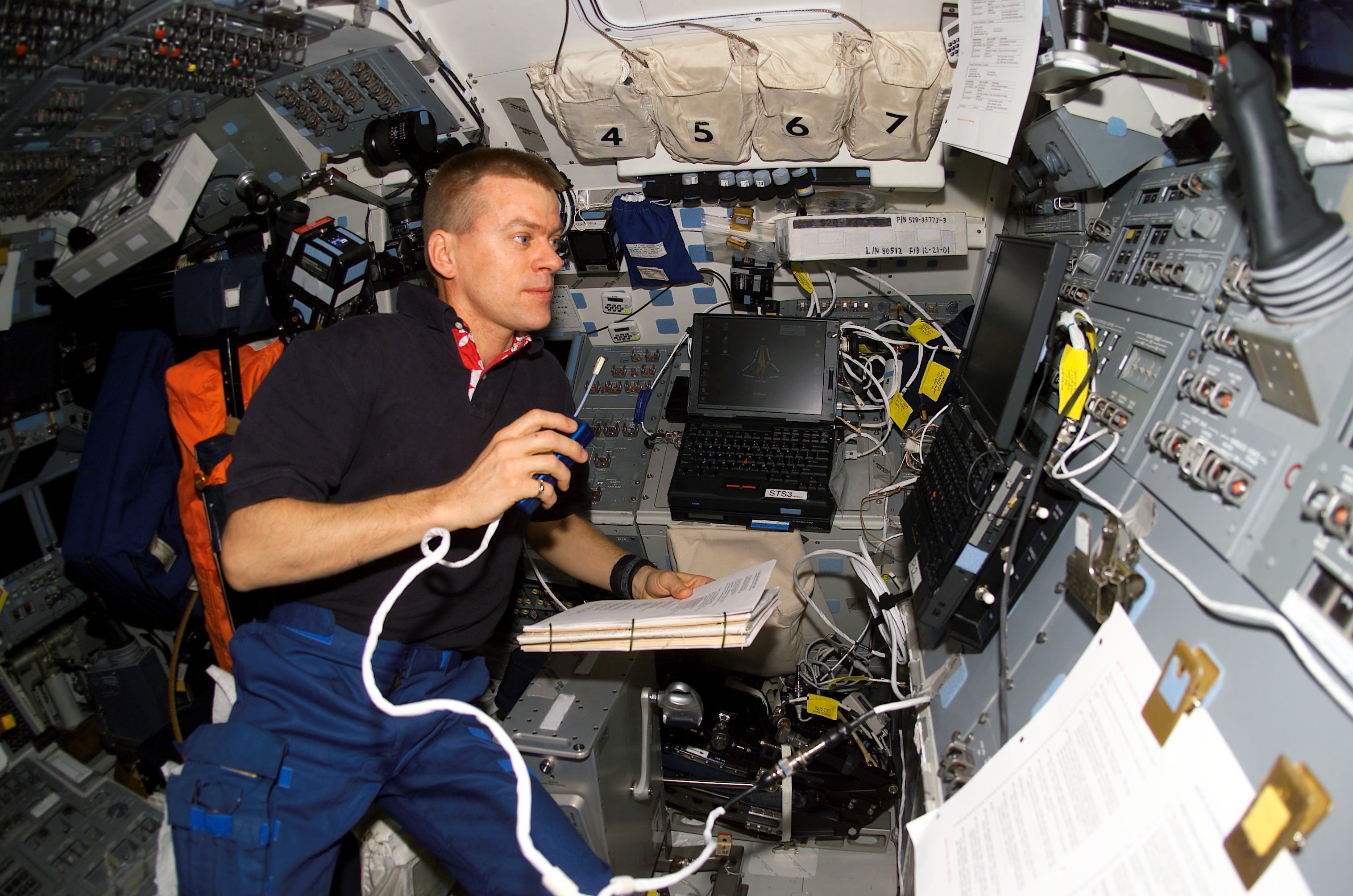
William McCool a bordo del Columbia.

McCool completó su entrenamiento de vuelo en agosto de 1986 y fue asignado al Escuadrón 129 para Tácticas de Guerra Electrónica en Whidbey Island, Washington, para un entrenamiento inicial del EA-6B Prowler. Su primer viaje operacional fue con el Escuadrón 129 para Tácticas de Guerra Electrónica donde hizo dos desplegamientos a bordo del USS CORAL SEA (CV-43) al mar Mediterráneo, y fue designado como un oficial de señalización para aterrizaje calificado (LSO). En noviembre de 1989, fue seleccionado para la Escuela de Postgrado/Escuela de Pilotos de Prueba (TPS) del Programa Cooperativo de Educación. Después de haberse graduado de la TPS en junio de 1992, trabajó como piloto de prueba en Sistemas de Vuelo de TA-4J y EA-6B en el Directorado del Departamento de Accidentes Aéreos en Patuxent River, Maryland. McCool fue allí responsable de la dirección y conducción de una gran variedad de proyectos, desde fatiga de estructuras ante la presión del aire hasta varios refinamientos en otros campos de la aviación. Sus esfuerzos primarios fueron dedicados al vuelo de prueba del EA-GB de Capacidad Avanzada (ADVCAP). Posteriormente McCool regresó a Whidbey Island y fue asignado al Escuadrón 132 para Tácticas de Guerra Electrónica a bordo del USS ENTERPRISE (CVN-65). Sirvió como Oficial Administrativo y de Operaciones con el escuadrón. McCool recibió la noticia de haber sido seleccionado por la NASA cuando se había embarcado en el ENTERPRISE para la fase final de su trabajo. McCool había registrado un total de 2800 h de vuelo en 24 aeronaves diferentes y más de 400 arrestos a cargueros.

## Experiencia en la NASA
Después de haber sido seleccionado por la NASA en abril de 1996, McCool se presentó al Centro Espacial Johnson en agosto de 1996. Completó 2 años de entrenamiento y evaluación y calificó para ser asignado como piloto. Inicialmente asignado a la Sección de Apoyo Informático, McCool también sirvió como Asistente Técnico al Director de Operaciones de Vuelo de la Tripulación, y trabajó en el refinamiento de la cabina del Transbordador Espacial para la Oficina de Astronautas. Fue piloto de la misión STS-107 y registró 15 días, 22 h y 20 min en el espacio.

## Experiencia en vuelos espaciales
Misión STS-107 Columbia (16 de enero – 1 de febrero de 2003). Esta misión de 16 días de duración estuvo dedicada a la investigación científica a la cual se le destinó las 24 h del días en dos turnos alternantes. La tripulación llevó a cabo y de manera exitosa cerca de 80 experimentos. La misión terminó en tragedia cuando el Transbordador Espacial Columbia se desintegró durante la reentrada sobre el cielo del suroeste de los Estados Unidos cuando sólo faltaban 16 min para el aterrizaje. La causa de esta tragedia tuvo origen el día del lanzamiento cuando un trozo de espuma aislante del tanque externo se desprendió y dañó la parte inferior del ala izquierda del orbitador, arrancando algunas losetas de protección térmica. En el día de la reentrada la ausencia de estas losetas ocasionaron el recalentamiento de la estructura interna, provocando la desestabilización y consecuentemente desintegración de la nave matando a sus 7 tripulantes.

## Fuente
- Jsc.Nasa.gov (ficha de McCool en el sitio de la Nasa).

- Datos: Q334463
- Multimedia: William Cameron McCool / Q334463